# Sarijali (Jabrayil)
Sarijali est un village dans le raion de Jabrayil de l'Azerbaïdjan. Il est actuellement inhabité.

## Histoire
Pendant les années de l'Empire russe, le village de Sarijali faisait partie du district de Jabrail de la province d'Elizavetpol.
Pendant les années soviétiques, le village faisait partie de la région de Jabrail de la RSS d'Azerbaïdjan. À la suite de la guerre du Karabakh en août 1993, il est passé sous le contrôle de la République non reconnue du Haut-Karabakh.
Le 5 octobre 2020, le président azerbaïdjanais Ilham Aliyev a déclaré que l'armée azerbaïdjanaise avait pris le contrôle du village de Sarijali dans la région de Jabrail.